# Jessica Watkinsová

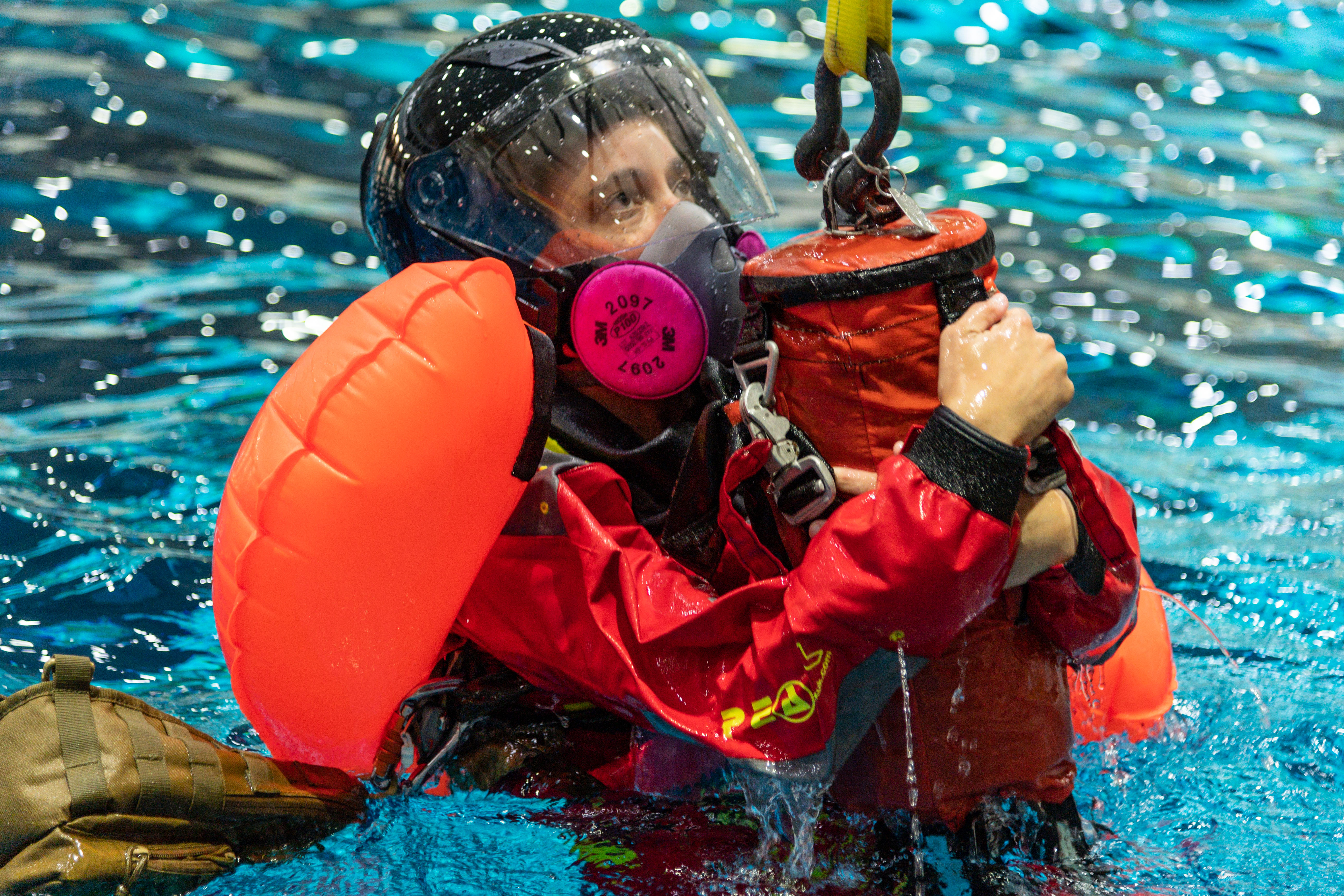
Jessica Watkinsová během výcviku pro let SpaceX Crew-4.

Jessica Andrea Watkinsová (* 14. května 1988, Gaithersburg, Maryland, USA) je geoložka, akvanautka a astronautka NASA, 586. člověk ve vesmíru. Od dubna do října 2022 pobývala během svého prvního kosmického letu na Mezinárodní vesmírné stanici (ISS) jako členka Expedice 67.

## Mládí, vzdělání, vědecká a sportovní kariéra
Jessica Watkinsová se narodila 14. května 1988 v Gaithersburgu ve státě Maryland Michaelu a Carolyn Watkinsovým. Poté, co se její rodina se přestěhovala do Lafayette v Coloradu, Watkinsová dokončila tamní Fairview High School a poté získala na Stanfordově univerzitě získala bakalářský titul v oboru geologických a environmentálních věd. Ve studiu geologie pokračovala také na Kalifornské univerzitě v Los Angeles (UCLA) a ukončila ho doktorátem z geologie. Její postgraduální výzkum pod vedením profesora An Yina se zaměřil na mechanismy sesouvání půdy na Marsu a na Zemi, včetně vlivu činnosti vody. Před svým výběrem do týmu astronautů působila jako postdoktorandka na Kalifornském technologickém institutu (CALTECH).
Během studií se aktivně věnovala sportu.
V prvním ročníku na Stanfordu začala hrát ragby a v týmu zůstala čtyři roky. Už v roce 2008, během druhého ročníku, přitom byla členkou týmu univerzity, který zvítězil v Divizi I národního univerzitního mistrovství (USA Rugby Collegiate Cup) a v letech 2007, 2009 a 2010 získal druhé místo. V letech 2008 a 2010 byla Watkinsová zařazena do týmu nejlepších hráček ligy a také reprezentovala USA – hrála za tým USA Eagles, který v roce 2009 obsadil 3. místo na mistrovství světa v sedmičkovém ragby. Během mistrovství světa byla nejlepší střelkyní amerického týmu.

## Kariéra v NASA
Již jako studentka pracovala Watkins v Amesově výzkumném středisku v podpůrném týmu při přistání sondy Phoenix na Marsu a testování prototypu marsovského vrtáku. V roce 2009 byla hlavní geoložkou 86. posádky na výzkumné stanici NASA Mars Desert Research Station vybudované v Utahu v USA za účelem simulace podmínek na povrchu Marsu. Jako postgraduální studentka pracovala v Laboratoři tryskového pohonu na projektu NEOWISE, jehož cílem byl průzkum blízkozemních asteroidů, a později také na plánování aktivit marsovského vozítka Curiosity, Později působila jako plánovačka pro vozítko Perseverance v rámci mise Mars 2020 a pro návrat vzorků z Marsu a byla členkou několika dalších vědeckých týmů. Jako postdoktorandka na Caltechu a spolupracovnice vědeckého týmu Mars Science Laboratory se podílela na každodenním plánování činnosti marsovského roveru a využívala jeho obrazová data v kombinaci s orbitálními daty ke zkoumání stratigrafie, geologie a geomorfologie Marsu.

## Astronautka
V červnu 2017 Watkinsová úspěšně prošla výběrem členka 22. skupiny astronautů NASA a v srpnu téhož roku zahájila dvouletý výcvik. Během něj se mimo jiné od 10. do 22. června 2019 účastnila mise NEEMO 23, při níž byly pod hladinou moře testovány technologie a cíle pro mise do hlubokého vesmíru a výzkum Měsíce. Její mise NEEMO byla vůbec poslední v celém programu a současně první, které se zúčastnil výhradně ženský výzkumný tým pod vedením italské astronautky Samanthy Cristoforettiové, s níž později Watkinsová při svém prvním kosmickém letu pobývala i na ISS.
V prosinci 2020 byla Watkinsová zařazena do týmu Artemis pro návrat lidí na Měsíc.

### 1. kosmický let
V listopadu 2021 bylo oznámen její výběr jako čtvrté členky posádky letu SpaceX Crew-4 a tím i americko-evropské části dlouhodobé Expedice 67 k ISS. Při svém startu 27. dubna 2022 se stala již čtvrtým ze členů 22. skupiny, který se vydal do vesmíru, a současně první ženou černé pleti přidělenou na dlouhodobou misi na ISS. Na palubě působila jako letová specialistka a mezi její úkoly patřilo pozorování a fotografování geologických změn na Zemi, jakož i další výzkumy v oblasti věd o Zemi a vesmíru, biologických věd a vlivu dlouhodobých kosmických letů na člověka. Na Zemi se i s ostatními členy posádky vrátila 14. října 2022 po 170 dnech, 13 hodinách a 2 minutách letu.